# Червен (Пловдивська область)
Че́рвен (болг. Червен) — село в Пловдивській області Болгарії. Входить до складу общини Асеновград.

## Населення
За даними перепису населення 2011 року у селі проживали 708 осіб.
Національний склад населення села:
| Національність   | Кількість осіб | Відсоток |
| ---------------- | -------------- | -------- |
| болгари          | 661            | 96,4%    |
| цигани           | 19             | 2,8%     |
| турки            | 5              | 0,7%     |
| Всього відповіли | 686            |          |

Розподіл населення за віком у 2011 році:
Динаміка населення: